# 화운로
 화운로(Hwaun-ro)는 광주광역시 서구 화정동 에서 북구 운암동 운암사거리까지 이어주는 도로이다.

## 주요 경유지
광주광역시
- 서구 (화정동 . 상무동 . 광천동) - 북구 (운암동)

## 노선
| 이름                  | 접속 노선                        | 소재지        | 소재지        | 비고          |
| 주월로와 직결         | 주월로와 직결                    | 주월로와 직결 | 주월로와 직결 | 주월로와 직결 |
| --------------------- | -------------------------------- | ------------- | ------------- | ------------- |
| (이름없음)            | 광주광역시도 제9호선 (금화로)    | 광주광역시    | 서구          |               |
| (이름 없음)           | 화정로                           | 광주광역시    | 서구          |               |
| 화정사거리            | 국도 제22호선 (상무대로)         | 광주광역시    | 서구          |               |
| (이름없음)            | 광주광역시도 제64호선 (내방로)   | 광주광역시    | 서구          |               |
| 종합버스터미널 교차로 | 광주광역시도 제15호선 (무진대로) | 광주광역시    | 서구          |               |
| 광암교                |                                  | 광주광역시    | 서구          |               |
|                       | 북구                             | 광주광역시    |               |               |
| 운암사거리            | 국도 제1호선 (북문대로)          | 광주광역시    |               |               |
| 하서로와 직결         |                                  |               |               |               |

## 주요 건물 및 시설
- 파리바게뜨 화정미래로점 (화운로 23/화정동 1319)
- GS25 화정으뜸점 (화운로 24/화정동 1612)
- 광주광역시교육청 (화운로 93/화정동 657-37)
- 농협 광주시교육청출장소 (화운로 93/화정동 657-37)
- 화정2동행정복지센터 (화운로 94/화정동 1611)
- 광주서부소방서 (화운로 197/화정동 100-2)
- 기아자동차 오토랜드 광주 2공장 (화운로 221/내방동 606)
- 기아자동차 오토랜드 광주공장 (화운로 277/내방동 700-1)
- 새마을금고 기아광주새머을금고 본점 (화운로 277/내방동 700-1)
- CU 광천이편안점 (화운로 278/광천동 895)